# Gladiolus ochroleucus
Gladiolus ochroleucus es una especie de gladiolo que se encuentra en Sudáfrica.  

## Descripción
Gladiolus ochroleucus es una planta herbácea perennifolia, geofita que alcanza un tamaño de  0.4 - 0.8  m de altura. Se encuentra a una altitud de 15 - 1675 metros en Sudáfrica.
Gladiolus ochroleucus crece en pastizales y entre arbustos  o bosques en la Provincia del Cabo Oriental. Las flores tienen tonos de color rosa a veces de color marrón enrojecida, púrpura o rojizo o blanquecino o amarillo en el reverso. Los tépalos inferiores son de color blanco en la mitad inferior a veces con rayas oscuras mediana de color rojo púrpura.

## Taxonomía
Gladiolus ochroleucus fue descrita por John Gilbert Baker y publicado en Journal of Botany, British and Foreign 14: 182. 1876.
Etimología
Gladiolus: nombre genérico que se atribuye a Plinio y hace referencia, por un lado, a la forma de las hojas de estas plantas, similares a la espada romana denominada "gladius". Por otro lado, también se refiere al hecho de que en la época de los romanos la flor del gladiolo se entregaba a los gladiadores que triunfaban en la batalla; por eso, la flor es el símbolo de la victoria.
ochroleucus: epíteto latíno que significa "amarillo pálido, blancuzco"
Variedad aceptada
- Gladiolus ochroleucus var. macowanii (Baker) Oberm.

Sinonimia
- Gladiolus masoniorum C.H.Wright
- Gladiolus ochroleucus var. ochroleucus
- Gladiolus reductus Baker
- Gladiolus stanfordiae L.Bolus
- Gladiolus triangularis G.J. Lewis
- Gladiolus triangulus G.J.Lewis[7][8]